# Schattenburg
Lo Schattenburg è un castello situato a Feldkirch nel Vorarlberg, in Austria.

## Descrizione e storia
Posto a 480 metri sul livello del mare, il nome è presumibilmente derivato dalla parola "schatte, schad" che significa "protezione, scudo".
Ugo I di Montfort, fondatore della città di Feldkirch, costruì il castello intorno al 1200. I vari duchi di Montfort vi abitarono fino al 1390. In seguito, il castello fu venduto agli Asburgo. Nel corso degli anni il castello è stato oggetto di diverse guerre e battaglie, subendo alcuni danni, ma è stato costantemente restaurato e ricostruito.
All'interno del castello vi è museo composto da diciotto sale museali su tre piani. Ogni stanza è dedicata a un aspetto diverso della storia della città di Feldkirch. Nel museo sono esposte anche armi che vanno dal Medioevo alla seconda guerra mondiale.